# 盐瓶和胡椒瓶

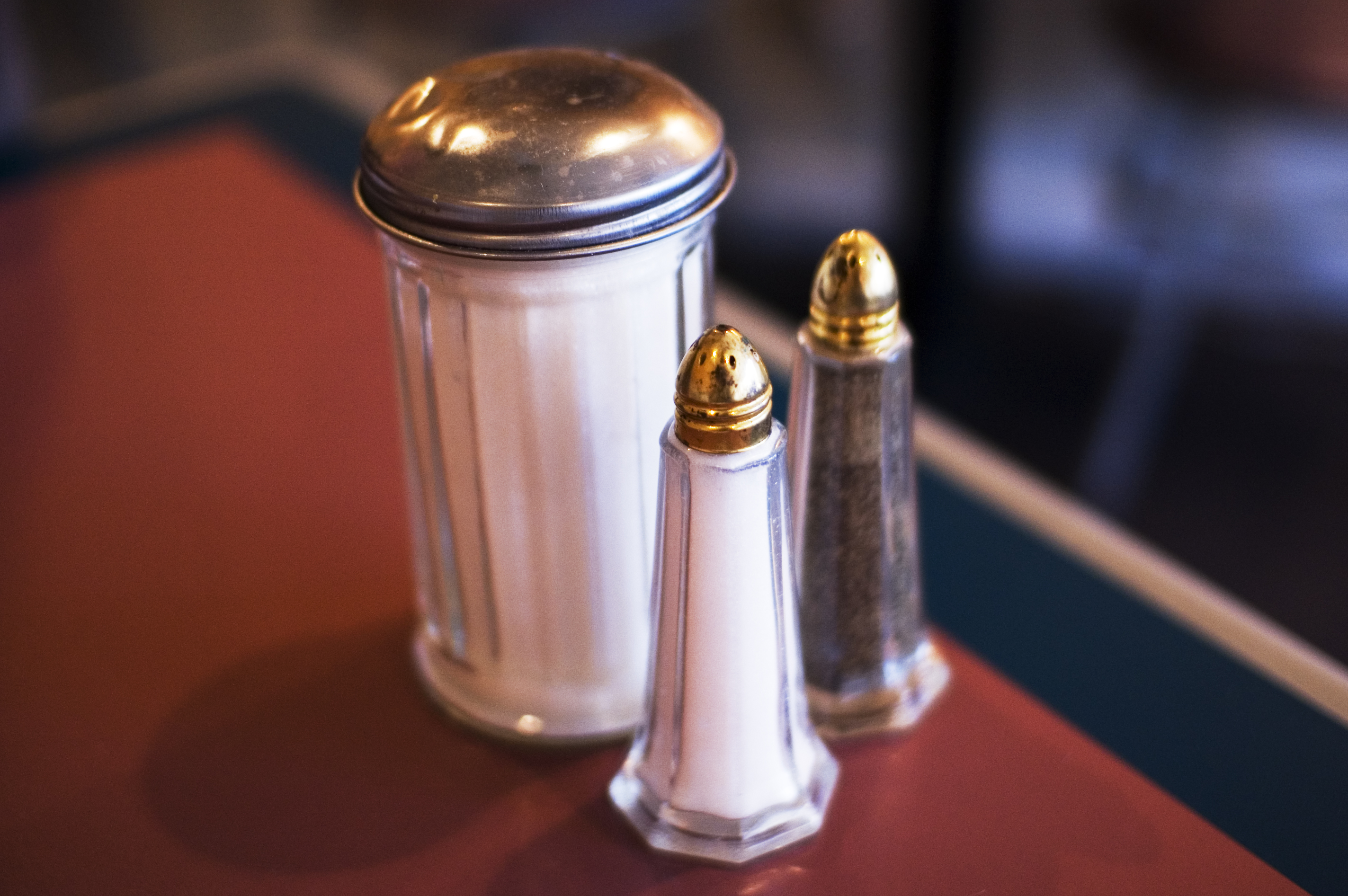
盐瓶和胡椒瓶

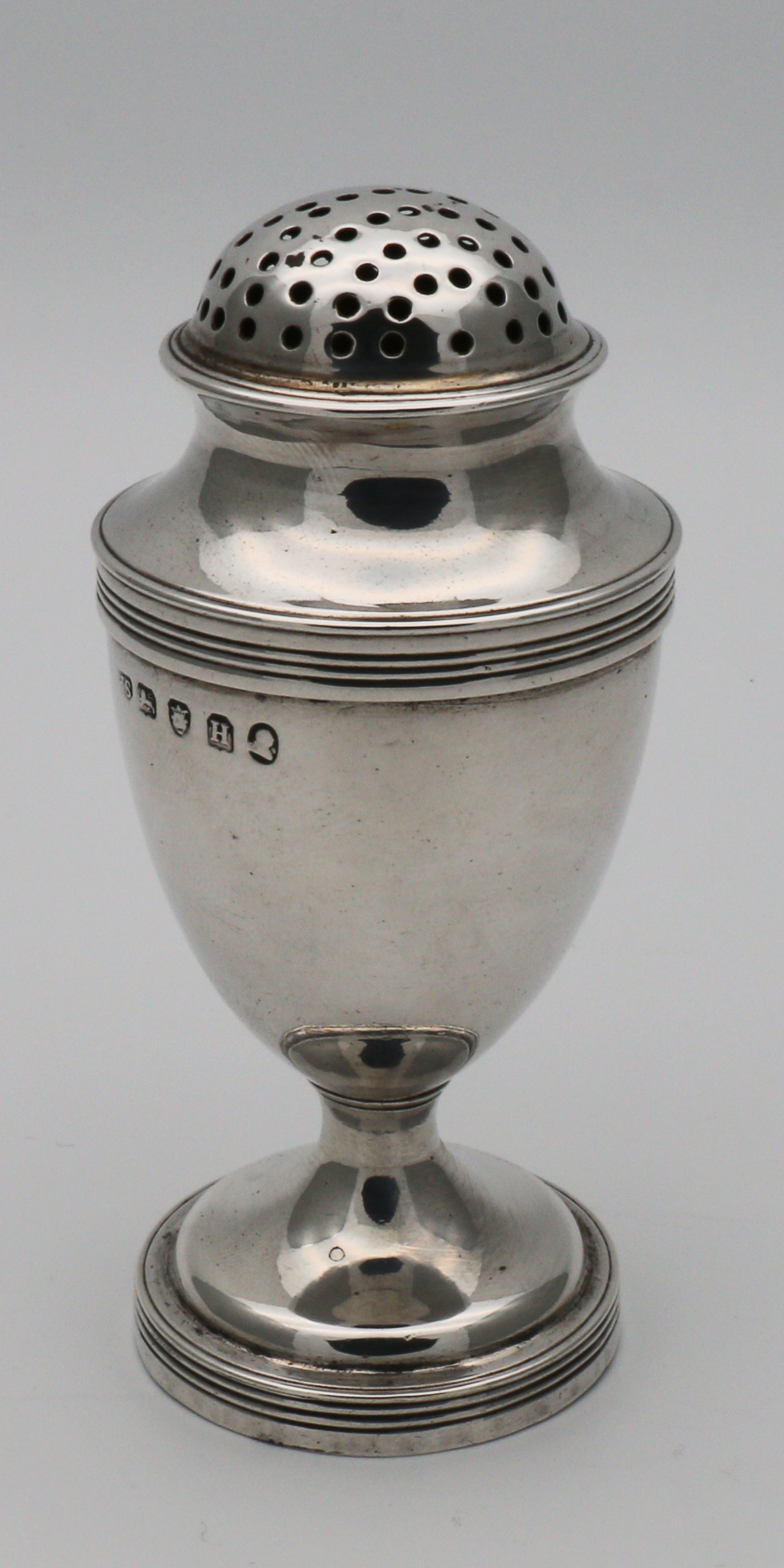
格鲁吉亚银制胡椒瓶

盐瓶和胡椒瓶是一種專門用來存放调味料（食盐和磨碎的胡椒粒、胡椒粉）的容器，人們在吃飯時從盐瓶和胡椒瓶中把食盐和胡椒粉倒出來。盐瓶和胡椒瓶可以由多种材料制成，例如塑料、玻璃、金属和陶瓷器。